# Телекомуникације у Србији
Телекомуникације у Србији су важан привредни сектор, који у 2015. чини 4,7% БДП-а земље.

## Телефонија
- Фиксни телефони: 81% домаћинстава (2016) [2]
- Телефон - фиксне линије у употреби: 2,55 милиона, стопа пенетрације 36% (2016) [2]
- Телефон - мобилни мобилни: 9,09 милиона, стопа пенетрације од 128% (2016) [2]
- Међународни - позивни број земље: 381
- Међународна сателитска земаљска станица: 1 Интелсат (Атлантски океан)

### Фиксна телефонија
Србија има развијену и ефикасну инфраструктуру телефонске мреже. Систем домаћих линија је 100% дигиталан, са дигиталном кабловском магистралном линијом. Пад броја фиксних веза у последњој деценији више је него надокнађен наглим повећањем употребе мобилних мобилних телефона. Телеком Србија, бивши државни монопол, доминантан је играч у фиксној телефонији са 93,8% тржишног учешћа. Од либерализације тржишта телекомуникација 2013. године, Телеком Србија веома полако губи тржишни удео у односу на 16 других оператера, од којих су најзначајнији СББ и Орион Телеком.

### Мобилна телефонија
Србија тренутно има три мобилне мреже, Телеком Србија, Yettel и А1, од којих су све лиценциране за 2G GSM, 3G UMTS и 4G LTE. Највећи мобилни оператер је Телеком Србија, на тржишту као мтс, са 42,85% тржишног учешћа, а следе Yettel са 31,92% и А1 са 24,06% тржишног удела. Поред тога, на тржишту је присутан оператер виртуелне мобилне мреже Глобалтел, са 1,17% тржишног удела.
- Радио (2016): 75,7% домаћинстава [2]
- Радио станице : 247 (укључујући шест националних, 34 регионалне и 207 локалних) [5]
- Телевизије (2016): 97,8% домаћинстава [2]
- Телевизијске станице : 122 (укључујући седам националних, 26 регионалних и 89 локалних) [5]

### Претплата на телевизију
Око 67% домаћинстава има услуге плаћене телевизије (тј. 38,7% кабловске телевизије, 16,9% ИПТВ и 10,4% сателитске). Постоји 90 оператера плаћене телевизије (кабловска, ИПТВ, ДТХ), од којих су највећи СББ (углавном кабловска) са 48% тржишног учешћа, Телеком Србија (мтс ТВ) са 25%, затим ПоштаНет са 5% и Иком и Коперникус са 4% и 3%.

## ИТ индустрија
Српска ИТ индустрија убрзано расте и мења се темпом. У 2018. извоз ИТ услуга достигао је 1,3 милијарде долара. Са 6.924 компаније у ИТ сектору, Београд је један од центара информационих технологија у овом делу Европе, са снажним растом. Мајкрософт развојни центар у Београду је у време свог оснивања био пети такав центар у свету. Многе светске ИТ компаније бирају Београд као регионални или европски центар као што су Асус, Интел, Дел, Хуавеи, НЦР, Убисофт  итд. Ове компаније су искористиле велики број инжењера у Србији и релативно ниске плате.
Велике инвестиције глобалних технолошких компанија попут Мајкрософта, типичне за 2000-те, затамњују све већи број домаћих стартапа који добијају средства од домаћих и међународних инвеститора. Оно што је компаније попут Мајкрософта довело на прво место била је велика група талентованих инжењера и математичара. Само у првом кварталу 2016. године српски стартапи прикупили су више од 65 милиона долара, укључујући 45 милиона долара за Seven Bridges (фирма за биоинформатику) и 14 милиона долара за Васт (фирму за анализу података). Један од најуспешнијих стартапа је Нордеус који је основан у Београду 2010. године и једна је од најбрже растућих компанија у Европи у области компјутерских игара (програмер Top Eleven Football Manager, игре коју игра преко 20 милиона људи).

## Интернет
- Домени највишег нивоа: .рс и .срб (ћирилица) [18]
- Корисници интернета: 5,1 милион, 72,4% становништва (2016) [19]
- Фиксни приступ интернету: 1,45 милиона домаћинстава, 58% домаћинстава (2016) [2]
  - Фиксни приступ интернету по типу (2016):[2]
    - ДСЛ: 51,8%
    - Кабл: 38,9%
    - Бежично: 6%
    - FTTx: 3,3%
- Интернет хостови: 1,1 милион (2012) [20]
- Интернет провајдери (ИСП): 214 (2016)
  - Провајдери фиксног интернета (2016):[2]
    - Телеком Србија (ДСЛ): 45,9% тржишног учешћа
    - СББ (кабл): 25,7%
    - Иком (кабл): 3,8%
    - Орион Телеком (ДСЛ): 3,4%
    - Коперникус (кабл): 2,7%
    - Радијус Вектор (кабл): 2,1%
    - Сат-Тракт (кабл): 2%
    - ПоштаНет (ДСЛ, кабловска): 1,9%
    - ЕУнет (ДСЛ): 1,6%
    - БеотелНет (ДСЛ): 1,5%
    - Остало: 9,3%